# Смирнова Тамара Михайлівна
| Відкриті астероїди: 135     | Відкриті астероїди: 135              |
| --------------------------- | ------------------------------------ |
| 1774 Куликов                | 22 жовтня 1968                       |
| 1791 Пацаєв                 | 4 вересня 1967                       |
| 1793 Зоя                    | 28 лютого 1968                       |
| 1804 Чеботарев              | 6 квітня 1967                        |
| 1835 Гайдарія               | 30 липня 1970                        |
| 1854 Скворцов               | 22 жовтня 1968                       |
| 1857 Пархоменко             | 30 серпня 1971                       |
| 1900 Катюша                 | 16 грудня 1971                       |
| 1902 Шапошников             | 18 квітня 1972                       |
| 1903 Аджимушкай             | 9 травня 1972                        |
| 1904 Масевич                | 9 травня 1972                        |
| 1905 Амбарцумян             | 14 травня 1972                       |
| 1977 Шура                   | 30 серпня 1970                       |
| 2002 Ейлер                  | 29 серпня 1973                       |
| 2009 Волошина               | 22 жовтня 1968                       |
| 2011 Ветеранія              | 30 серпня 1970                       |
| 2032 Етел                   | 30 липня 1970                        |
| 2046 Ленінград              | 22 жовтня 1968                       |
| 2071 Надія                  | 18 серпня 1971                       |
| 2072 Космодем'янська        | 31 серпня 1973                       |
| 2093 Генічеськ              | 28 квітня 1971                       |
| 2111 Цілина                 | 13 липня 1969                        |
| 2112 Ульянов                | 13 липня 1972                        |
| 2120 Тюменія                | 9 вересня 1967                       |
| 2121 Севастополь            | 27 червня 1971                       |
| 2122 П'ятирічка             | 14 грудня 1971                       |
| 2126 Герасимович            | 30 серпня 1970                       |
| 2139 Махарадзе              | 30 червня 1970                       |
| 2140 Кемерово               | 3 серпня 1970                        |
| 2141 Сімферополь            | 30 серпня 1970                       |
| 2171 Київ                   | 28 серпня 1973                       |
| 2172 Плавськ                | 31 серпня 1973                       |
| 2192 П'ятигір'я             | 18 квітня 1972                       |
| 2216 Керч                   | 12 червня 1971                       |
| 2217 Елтіґен                | 26 вересня 1971                      |
| 2250 Сталінград             | 18 квітня 1972                       |
| 2280 Куніков                | 26 вересня 1971                      |
| 2328 Робсон                 | 19 квітня 1972                       |
| 2342 Лебедєв                | 22 жовтня 1968                       |
| 2345 Фучик                  | 25 липня 1974                        |
| 2349 Курченко               | 30 липня 1970                        |
| 2360 Волго-Дон              | 2 листопада 1975                     |
| 2371 Димитров               | 2 листопада 1975                     |
| 2400 Деревська              | 17 травня 1972                       |
| 2401 Аеліта                 | 2 листопада 1975                     |
| 2422 Перовська              | 28 квітня 1968                       |
| 2438 Олешко                 | 2 листопада 1975                     |
| 2447 Кронштадт              | 31 серпня 1973                       |
| 2469 Таджикистан            | 27 квітня 1970                       |
| 2519 Аннаґерман             | 2 листопада 1975                     |
| 2574 Ладога                 | 22 жовтня 1968                       |
| 2575 Булгарія               | 4 серпня 1970                        |
| 2578 Сент-Екзюпері          | 2 листопада 1975                     |
| 2583 Фатьянов               | 3 грудня 1975                        |
| 2604 Маршак                 | 13 червня 1972                       |
| 2616 Леся                   | 28 серпня 1970                       |
| 2681 Островський            | 2 листопада 1975                     |
| 2754 Єфімов                 | 13 серпня 1966                       |
| 3049 Кузбас                 | 28 березня 1968                      |
| 3055 Аннапавлова            | 4 жовтня 1978                        |
| 3071 Нестеров               | 28 березня 1973                      |
| 3082 Джаліл                 | 17 травня 1972                       |
| 3093 Берґгольц              | 28 червня 1971                       |
| 3119 Добронравін            | 30 грудня 1972                       |
| 3146 Дато                   | 17 травня 1972                       |
| 3159 Прокоф'єв              | 26 жовтня 1976                       |
| 3322 Лідія                  | 1 грудня 1975                        |
| 3347 Константін             | 2 листопада 1975                     |
| 3418 Ізвєков                | 31 серпня 1973                       |
| 3460 Ашкова                 | 31 серпня 1973                       |
| 3482 Лєсна                  | 2 листопада 1975                     |
| 3501 Олегія                 | 18 серпня 1971                       |
| 3652 Сорос                  | 6 жовтня 1981                        |
| 3813 Фортов                 | 30 серпня 1970                       |
| 3862 Аґекіан                | 18 травня 1972                       |
| 3962 Валяєв                 | 8 лютого 1967                        |
| 4006 Сандлер                | 29 грудня 1972                       |
| 4049 Норагаль               | 31 серпня 1973                       |
| 4135 Светланов [1]          | 14 серпня 1966                       |
| 4136 Артмане                | 28 березня 1968                      |
| 4139 Ульянін                | 2 листопада 1975                     |
| 4185 Фізтех                 | 4 березня 1975                       |
| 4267 Баснер                 | 18 серпня 1971                       |
| 4268 Гребеніков             | 5 жовтня 1972                        |
| 4302 Маркеєв                | 22 квітня 1968                       |
| 4307 Черепащук              | 26 жовтня 1976                       |
| 4424 Архипова               | 16 лютого 1967                       |
| 4427 Бурнашев               | 30 серпня 1971                       |
| 4467 Кайдановський          | 2 листопада 1975                     |
| 4513 Лувр                   | 30 серпня 1971                       |
| 4514 Вілен                  | 19 квітня 1972                       |
| 4591 Брянцев                | 1 листопада 1975                     |
| 4851 Водоп'янова            | 26 жовтня 1976                       |
| 4962 Вечерка                | 1 жовтня 1973                        |
| 5015 Літке                  | 1 листопада 1975                     |
| 5155 Денисюк                | 16 квітня 1972                       |
| 5156 Ґолант                 | 18 травня 1972                       |
| 5410 Співаков               | 16 лютого 1967                       |
| 5453 Zakharchenya           | 3 листопада 1975                     |
| 5540 Смирнова               | 30 серпня 1971                       |
| 5667 Нахімовська            | 16 серпня 1983                       |
| 5930 Жиганов                | 2 листопада 1975                     |
| 6074 Бехтерєва              | 24 серпня 1968                       |
| 6108 Ґлебов                 | 18 серпня 1971                       |
| 6214 Міхаілгріньов          | 26 вересня 1971                      |
| 6578 Запесоцький            | 13 жовтня 1980                       |
| 6621 Тимчук                 | 2 листопада 1975                     |
| 6844 Шпак                   | 3 листопада 1975                     |
| 7153 Владзахаров            | 2 грудня 1975                        |
| 7222 Алекперов              | 7 жовтня 1981                        |
| 7269 Алпрохоров             | 2 листопада 1975                     |
| 7369 Гаврилін               | 13 січня 1975                        |
| 7544 Типографіянаука        | 26 жовтня 1976                       |
| 7856 Вікторбиков            | 1 листопада 1975                     |
| 8445 Новотроїцьке           | 31 серпня 1973                       |
| 8448 Белякіна               | 26 жовтня 1976                       |
| 8782 Бахрах                 | 26 жовтня 1976                       |
| 8787 Ігнатенко              | 4 жовтня 1978                        |
| 9158 Плате                  | 25 червня 1984                       |
| 9262 Бордовіцина            | 6 вересня 1973                       |
| 9297 Марчук                 | 25 червня 1984                       |
| 9545 Петровєдомості         | 25 червня 1984                       |
| 10004 Ігормакаров           | 2 листопада 1975                     |
| 10259 Осіповюрій            | 18 квітня 1972                       |
| 11253 Mesyats               | 26 жовтня 1976                       |
| 11438 Зельдович             | 29 серпня 1973                       |
| 12657 Бонч-Бруєвич          | 30 серпня 1971 (після Бонч-Бруєвича) |
| 13474 В'юс                  | 29 серпня 1973                       |
| 14312 Політех               | 26 жовтня 1976                       |
| 14790 Белецький             | 30 липня 1970                        |
| 14815 Рутберг               | 7 жовтня 1981                        |
| 18288 Ноздрачов             | 2 листопада 1975                     |
| 22250 Констфролов           | 7 вересня 1978                       |
| 24609 Євгеній               | 7 вересня 1978                       |
| 58097 Алімов                | 26 жовтня 1976                       |
| 1. 1 спільно з Черних Л. І. |                                      |

Тама́ра Миха́йлівна Смирно́ва (15 листопада 1935, Генічеськ — 5 вересня 2001, Санкт-Петербург) — радянська астрономка, відкривачка 135 астероїдів та однієї комети. Працювала в Інституті теоретичної астрономії в Ленінграді, спостереження астероїдів виконувала в Кримській астрофізичній обсерваторії.

## Біографія
З 1966 по 1988 рік працювала в Інституті теоретичної астрономії в Ленінграді (нині Санкт-Петербург). У цей час виконувала багато спостережень астероїдів у Кримській астрофізичній обсерваторії.

## Наукові відкриття
За час від 1966 по 1984 рік Тамара Смирнова відкрила 135 астероїдів (один із них — спільно з Людмилою Черних). Станом на 2025 рік, вона перебуває на 107-у місці за кількістю відкритих астероїдів серед усіх науковців і наукових команд світу.
В кінці березня 1975 року, обробляючи спостереження, зроблені в Кримській астрофізичній обсерваторії, Тамара Смирнова відкрила комету Смирнової — Черних.

## Пам'ять
- На честь науковиці у 1995 році був названий астероїд 5540 Смирнова, який вона сама ж і відкрила у 1971 році. Це був 100-ий відкритий нею астероїд[1].
- Експонати, присвячені Тамарі Смирновій, представлені в краєзнавчому музеї її рідного міста Генічеська[4].